# LLK – Osser (1922)
Die OSSER war eine Tenderlokomotive der Localbahn Lam–Kötzting (LLK). Nach der Übernahme der Localbahn Lam–Kötzting durch die Regentalbahn (RAG) im Jahr 1966 erhielt sie dort die neue Betriebsnummer 3. Die Lokomotive ist als Exponat im Localbahnmuseum Bayerisch Eisenstein museal erhalten.

## Geschichte
Die Lokomotive wurde 1922 von der Lokomotiven- und Maschinenfabrik J.A. Maffei mit der Fabriknummer 5478 an die Localbahn Lam–Kötzting geliefert, die dem Typ Typs TL – 30,3 t.. entsprach. Sie erhielt ihren Namen nach dem nahen Berg Osser im Böhmerwald. Eine gleichnamige Lokomotive war schon früher im Bestand der Lokalbahn, sie wurde bereits im Jahr 1901 an die Bayerische Staatsbahn verkauft.
Im Jahr 1966 übernahm die Regentalbahn die Betriebsführung der LLK, die ihre Fahrzeuge hierzu an die Regentalbahn vermietete. Die Regentalbahn ordnete die Fahrzeuge der LLK in ihr Nummernschema ein. Sie setzte die Maschine in der Folge auch auf ihrer Strecke Deggendorf–Metten als Ersatz für die Lokomotive ANNA ein.
Im Juli 1969 erhielt die Lokomotive OSSER letztmalig eine Hauptuntersuchung. Im Jahr 1971 wurde sie abgestellt, nachdem ihre Leistungen von Triebwagen und Diesellokomotiven übernommen wurden. 1973 ging die bislang gemietete Lokomotive zusammen mit der LLK ins Eigentum der Regentalbahn über.
Im Jahr 1980 konnte die jahrelang abgestellte Lokomotive vom Bayerischen Localbahnverein (BLV) erworben werden. Äußerlich restauriert ist sie seitdem ein Exponat im Localbahnmuseum Bayerisch Eisenstein.

## Technische Merkmale
Die Lokomotive war eine Heißdampflokomotive. Ihre höhere Leistung gegenüber anderen Lokomotiven gleicher Bauart und Bauzeit resultiert aus einem höheren Dampfdruck von 13 bar. Sie hatte ein allseits geschlossenes Führerhaus.